# Acupalpus testaceus
Acupalpus testaceus es una especie de escarabajo del género Acupalpus, familia Carabidae. Fue descrita científicamente por Pierre François Marie Auguste Dejeann en 1829.
Esta especie habita en América del Norte (desde Quebec, Ontario y Dakota del Sur hasta Florida y Texas), también en las Bahamas.